# Dargida scripta
Dargida scripta là một loài bướm đêm trong họ Noctuidae.